# Kilkee Reefs SAC
Kilkee Reefs SAC este o arie protejată (arie specială de conservare — SAC, sit de importanță comunitară — SCI) din Irlanda întinsă pe o suprafață de 2.877,95 ha, integral pe uscat.

## Localizare
Centrul sitului Kilkee Reefs SAC este situat la coordonatele 52°41′48″N 9°40′32″W / 52.696618°N 9.675584°V.

## Înființare
Situl Kilkee Reefs SAC a fost declarat sit de importanță comunitară în august 2001 pentru a proteja un număr necunoscut de specii din flora spontană și fauna sălbatică aflate în arealul zonei. Situl a fost protejat și ca arie specială de conservare în mai 2018.

## Biodiversitate
Situată în ecoregiunea atlantică, aria protejată conține 3 habitate naturale: Golfuri mici largi și golfuri puțin adânci, Recifuri, Peșteri marine scufundate complet sau parțial.
La baza desemnării sitului se află un număr nedeclarat de specii protejate.
Pe lângă speciile protejate, pe teritoriul sitului au mai fost identificate 10 specii de nevertebrate.